# أردين (إسفراين)
أردين (بالفارسية: اردین) هي قرية تقع في قسم بام الريفي (مقاطعة إسفراين) في إيران. يقدر عدد سكانها بـ 267 نسمة بحسب إحصاء 2016.